# دامیر شولمان
دامیر شولمان (کرواتی: Damir Šolman؛ زادهٔ ۷ سپتامبر ۱۹۴۸) بازیکن بسکتبال اهل یوگسلاوی بود.
وی در مسابقات کشوری و بین‌المللی در مجموع برندهٔ ۵ مدال طلا، ۵ مدال نقره شده‌است.